# Miasto Omiš
Miasto Omiš (chorw. Grad Omiš) – jednostka administracyjna w Chorwacji, w żupanii splicko-dalmatyńskiej. W 2011 roku liczyła 14 936 mieszkańców.